# Shelley (Essex)
Shelley – wieś w Anglii, w Esseksie, w dystrykcie Epping Forest, w civil parish Ongar. W 1961 roku civil parish liczyła 2090 mieszkańców. Shelley jest wspomniana w Domesday Book (1086) jako Senleia.